# Wolfango Giusti
Wolfango Giusti (Firenze, 2 ottobre 1901 – Roma, 24 gennaio 1980) è stato uno slavista e traduttore italiano.

## Biografia
Nato da Ugo Giusti e Margarete Loose, si laureò in Lettere a Firenze nel 1922. Grazie ad alcune borse di studio, ebbe modo di vivere e studiare in Cecoslovacchia, Polonia e Unione Sovietica, iniziando a interessarsi alla slavistica. Dal 1929 al 1937 collaborò alla redazione dell'Enciclopedia italiana; fu poi, per molti anni, professore di lingua e letteratura russa prima all'Università di Trieste e poi a Roma, chiudendo l'attività di docente nel 1977 con il pensionamento. Tradusse dal ceco, dal russo e dallo sloveno, collaborando con varie case editrici (tra cui la Slavia) e pubblicazioni (Il Giornale d'Italia, Il Borghese, Rivista di letterature slave, L'Europa orientale). Si firmò spesso con il nome Wolf Giusti.

## Opere

### Curatele
- Un poeta sloveno contemporaneo: Ottone Zupancic, Lanciano, Pappacena, 1924
- I nostri quaderni: fascicolo dedicato alle letterature slave contemporanee, Lanciano, Masciangelo, 1929
- Documenti intorno alla rivoluzione russa, Milano, Istituto per gli studi di politica internazionale, 1939
- Storia della Russia, Milano-Messina, Principato, 1944
- Storia del panslavismo, Roma, Colombo, 1946
- Storia della Russia contemporanea, Roma, Edizioni della Bussola, 1946
- Il secolo d'oro della poesia russa, Napoli, Edizioni Scientifiche Italiane, 1961
- Un curioso opuscolo attribuito ad un "emissario russo", Firenze, Sansoni, 1962
- Incontri e ricordi, Roma, Dialoghi, 1964
- Russi dell'Ottocento, Roma, Abete, 1970
- Storia della Russia, 988-1974, Roma, Abete, 1975

### Saggi
- Aspetti della poesia polacca contemporanea, Roma, Istituto per l'Europa Orientale, 1931
- Studi sulla cultura ceca contemporanea, Roma, Istituto per l'Europa Orientale, 1932
- A. I. Herzen e i suoi rapporti con Mazzini e l'Italia, Roma, Istituto per l'Europa Orientale, 1935
- Alessandro Puškin e la generazione dei decabristi, Roma, Istituto per l'Europa centrale, 1936
- Annotazioni sul pensiero russo, Roma, Istituto per l'Europa Orientale, 1936
- Studi sul pensiero illuministico e liberale russo nei secoli XVIII-XIX, Roma, Istituto per l'Europa Orientale, 1938
- Il pensiero politico russo: dal decabrismo alla guerra mondiale, Milano, Istituto per gli studi di politica internazionale, 1939
- Mazzini e gli slavi, Milano, Istituto per gli studi di politica internazionale, 1940
- Il panslavismo, Milano, Istituto per gli studi di politica internazionale, 1941
- Due secoli di pensiero politico russo: le correnti progressiste, Firenze, Sansoni, 1943
- La Cecoslovacchia, Roma, Delfino, 1945
- La democrazia, Roma, Cosmopolita, 1945
- Il pensiero di Lenin, Roma, Cosmopolita, 1945
- La rivoluzione bolscevica, Roma, Cosmopolita, 1945
- La cultura tedesca prima e dopo il nazismo: un libro italiano sulla Germania, Roma, Edizioni della Bussola, 1946
- Il trentennio sovietico: 1917-1947, Roma, Leonardo, 1947
- Il pensiero di Trotzky, Firenze, Le Monnier, 1949
- Dostoievskij e il mondo russo dell'Ottocento, Napoli, Edizioni Scientifiche Italiane, 1952
- Ivan Turgenev, l'Italia e Roma, Roma, Istituto poligrafico dello stato, 1955
- La grande stagione del romanzo russo, Torino, ERI, 1957
- L'irrequieto itinerario di Padre Vladimir Pecerin, Trieste, Smolars, 1964
- Una pagina boema di storia austriaca: rievocazione di Karel Havlicek, Udine, Del Bianco, 1965
- Il demone e l'angelo: Lermontov e la Russia del suo tempo, Messina-Firenze, D'Anna, 1968
- Pagine boeme, Roma, Volpe, 1970
- Tramonto di una democrazia, introduzione di Augusto Del Noce, Milano, Rusconi, 1972
- Tramonto di una democrazia: le due parabole di Edoardo Benes, Milano, Garzanti, 1972
- L'ultimo controrivoluzionario russo: Konstantin Pobedonoscev, Roma, Abete, 1974
- I compagni di Dostoevskij rivoluzionario, Roma, Abete, 1976
- Tra Pietroburgo e Roma: annotazioni su Gogol, Firenze, Licosa, 1978

### Traduzioni
- Miloš Weingart, Introduzione bibliografica allo studio della slavistica, Udine, Libreria editrice Aquileia, 1929
- Karel Čapek, Racconti tormentosi, Torino, Slavia, 1929
- Ivan Cankar, Il racconto di Simen Sirotnik, Roma, Istituto per l'Europa Orientale, 1929
- Ivan Olbracht, La prigione più tetra, Torino, Slavia, 1930
- Ivan Cankar, La casa di Maria ausiliatrice, Lanciano, Carabba, 1931
- Josef Stalin, Bolscevismo e capitalismo, Roma, Leonardo, 1945 (con G. Zamboni)